# Галагудза, Михаил Михайлович
Михаи́л Миха́йлович Галагу́дза (род. 19 мая 1978) — российский учёный, специалист в области патофизиологии сердечно-сосудистой системы. Член-корреспондент и профессор РАН (оба звания с 2016), доктор медицинских наук. 
Директор (с 2009) Института экспериментальной медицины и заведующий кафедрой патологии (с 2018) НМИЦ им. В. А. Алмазова, профессор кафедры патофизиологии (с 2011) Санкт-Петербургского государственного медицинского университета им. акад. И.П.Павлова.

## Биография
По окончании Первого Санкт-Петербургского государственного медицинского университета им. И. П. Павлова (2000, диплом с отличием) был зачислен в очную аспирантуру на кафедру патофизиологии. В 2002 году досрочно защитил кандидатскую диссертацию, посвящённую вопросам защиты миокарда от ишемического повреждения (название: «Сравнительная оценка кардиопротективной эффективности локальной и дистантной ишемической адаптации миокарда»), в 2007 г. защитил докторскую диссертацию на тему «Пре- и посткондиционирование как способы защиты миокарда от ишемического и реперфузионного повреждения».
C 2000 г. работает на кафедре патофизиологии своей альма-матер, где прошёл путь от лаборанта до профессора. В 2003—2004 гг. находился в научной командировке в Швеции (Каролинский институт) и Норвегии (Университет Осло). С 2007 г. — заведующий научно-исследовательской лабораторией метаболизма миокарда, с 2009 года — директор Института экспериментальной медицины НМИЦ им. В. А. Алмазова. По состоянию на 2020 год главный научный сотрудник научно-исследовательского отдела микроциркуляции и метаболизма миокарда центра экспериментального биомоделирования института экспериментальной медицины Национального медицинского исследовательского центра имени В. А. Алмазова.
Автор 237 научных работ, 3 монографий, 10 патентов. Публиковался в «Российском физиологическом журнале им. И. М. Сеченова» и ряде международных журналов, таких как «Pathophysiology (journal)», «International Journal of Nanomedicine», "Oncotarget" и др.
Под руководством М. М. Галагудзы защищено 5 диссертаций на соискание учёной степени кандидата медицинских наук.
Заместитель главного редактора журнала «Трансляционная медицина», входит в редакционные коллегии журналов «Регионарное кровообращение и микроциркуляция», «Бюллетень экспериментальной биологии и медицины».
Является членом правления Российского научного общества патофизиологов.

## Награды и премии
- Награждён нагрудным знаком «Отличник здравоохранения» (2017) и почётной грамотой МЗ РФ (2014).
- Лауреат премии Правительства Санкт-Петербурга за выдающиеся научные результаты в области науки и техники в 2020 году: в номинации физиология и медицина — премия им. И. П. Павлова (Постановление Правительства Санкт-Петербурга от 21.12.2020 № 1115). За цикл научных работ по защите миокарда от ишемического и реперфузионного повреждения[1].
- Орден Пирогова (5 февраля 2024 года) — за большой вклад в развитие отечественной науки, многолетнюю плодотворную деятельность и в связи с 300-летием со дня основания Российской академии наук[2].